# Гибсон, Джеймс Уильям
Джеймс Уи́льям Ги́бсон (англ. James William Gibson; 21 октября 1877 — сентябрь 1951) — британский бизнесмен, бывший председателем футбольного клуба «Манчестер Юнайтед» с декабря 1931 года по сентябрь 1951 года.

## Ранние годы
Джеймс Гибсон родился в Солфорде семье успешного предпринимателя, но вырос и провёл детство в центральном Манчестере вместе со своим младшим братом, Джоном, и сестрой, Флоренс (которая умерла в юном возрасте). Когда Джеймсу было 14 лет, оба его родителя умерли, и он вместе с братом переехал жить к бабушке с дедушкой. Бабушка с дедушкой также вскоре умерли, и двух братьев взял на воспитание их дядя, Уильям Фелл, бывший единственным братом их матери. Фелл сам был успешным бизнесменом, как и отец Джеймса. Он занимался торговлей зерном на окраине Манчестера. Гибсон вырос, помогая Феллу с его бизнесом, погружаясь во все аспекты компании своего дяди, но особенно преуспел в сфере продаж.

## Текстильный бизнес
В начале XX века, проработав в компании своего дяди пятнадцать лет, Гибсон решил основать свою собственную компанию. В то время в Манчестере и его окрестностях активно развивалась текстильная промышленность, и Джеймс Гибсон занялся именно этим бизнесом. К тому же его отец занимался изготовлением униформ, поэтому благодаря репутации своего отца, ещё хорошо сохранившейся в городе, Джеймс смог быстро набрать клиентскую базу. Его бизнес хорошо развивался, а затем началась Первая мировая война, после начала которой компания Гибсона получила крупный заказ от государства на пошив униформы для Вооружённых сил Великобритании. Этот заказ ещё больше увеличил репутацию Гибсона, и к концу войны он стал уважаемым в городе предпринимателем.
После окончания войны объём заказов резко сократился, и компании пришлось искать новых заказчиков. Гибсон обратился к главам городских транспортных компаний с предложением о поставке униформы для водителей трамваев и кондукторов, «которой они будут гордиться». Идея оказалось успешной, и компания Гибсона получила новые заказы. В 1924 году он создал партнёрство с предпринимателями по фамилии Джонс и Бриггс, основав компанию Briggs, Jones and Gibson. Новая компания перенесла своё производство в более просторные площади на Лосток Стрит, неподалёку от Олдем Роуд в Коллихерсте, и расширила свои продажи за пределы Манчестера. В 1926 году один из партнёров, Джонс, умер, что поставило перспективы бизнеса под угрозу. В связи с преклонным возрастом, Бриггс также решил отойти от дел, продав свою долю, и Гибсон стал единоличным владельцем компании. К сожалению для Гибсона, в это время начался экономический спад, связанный с Великой депрессией, из-за чего объёмы продаж резко снизились. Тем не менее, его бизнес был диферсифицирован и поэтому смог пережить сложный период.

## «Манчестер Юнайтед»
Гибсон был коренным солфордцем, а в районе Олд Траффорд проживал с 1911 года, и знал о существовании «местной» футбольной команды, которая в 1909 году переехала на новый стадион. 
В отличие от состоятельного Джеймса Гибсона, на футбольный клуб «Манчестер Юнайтед» сильно повлияла Великая депрессия, начавшаяся в Англии в начале 1930-х. Предыдущий владелец клуба, Джон Генри Дейвис умер в 1927 году, пробыв в клубе 25 лет. К моменту его смерти клуб регулярно перемещался между дивизионами, заработав славу клуба «йо-йо», и погряз в больших долгах. К декабрю 1931 года «Манчестер Юнайтед» был на грани банкротства: игрокам неделями не выплачивали заработную плату, матчи посещало всё меньше болельщиков (19 декабря 1931 года на домашний матч «Юнайтед» против «Бристоль Сити» пришло лишь 4697 человек).
В этот тяжёлый для клуба момент секретарь «Манчестер Юнайтед» Уолтер Крикмер встретился с Джеймсом Гибсоном, о котором было известно, что он интересуется спортом (особенно регби и крикетом). Гибсон не был большим футбольным болельщиком, но, узнав о возможном банкротстве и исчезновении местного клуба, сразу же предложил свою помощь, выделив команде 2000 фунтов для выплаты долгов и текущих издержек. Всего он вложил в команду 40 000 фунтов, но потребовал смены руководства. 19 января 1932 года все члены совета директоров клуба подали в отставку, а Гибсон погасил все долги и стал единоличным владельцем «Манчестер Юнайтед».
Крикмер и Луис Рокка остались в клубе, и с финансовой помощью Гибсона создали молодёжную систему подготовки команды (Manchester United Junior Athletic Club).
После того, как домашний стадион клуба, «Олд Траффорд», был разрушен после налёта Люфтваффе 11 марта 1941 года, Гибсон выделил деньги на его восстановление (оно завершилось в 1949 году). В конце войны Гибсон назначил на пост главного тренера клуба молодого Мэтта Басби, ставшего одним из величайших тренеров в истории «Манчестер Юнайтед».
В 1948 году «Манчестер Юнайтед» под руководством Мэтта Басби впервые за долгое время выиграл трофей: это был Кубок Англии. Гибсон был болен и смог присутствовать на матче, но передал команде поздравительные слова: «Вы реализовали мои величайшие амбиции».
В 1951 году Гибсон умер, не дожив чуть меньше года до того момента, когда «Юнайтед» выиграл чемпионский титул после 41-летнего перерыва.